# 新寨镇 (乐亭县)
新寨镇，是中华人民共和国河北省唐山市乐亭县下辖的一个乡镇级行政单位。地处乐亭县西部，东与阎各庄镇接壤，南邻古河乡，西连滦南县姚王庄镇，北靠庞各庄乡。

## 行政区划
新寨镇下辖以下地区：
二村、一村、三村、西马村、石碑上村、小河沿村、大港村、香道村、吴家林村、朱庄子村、前兰坨村、后兰坨村、小港庄村、保心庄村、褚庄子村、常庄子村、刘海庄子村、略军坨村、杜家吾村、胡卾常各庄村、杨赵常各庄村、姜各庄村、流智庄村、西吴庄子村、郝庄村、芍榆坨村和艾台庄子村。